# Aufstand der Ichwān

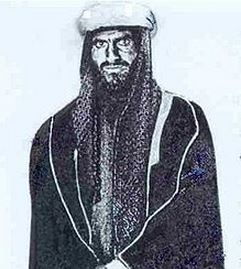
Sultan bin Badschad al-Otaibi, Führer der Ichwan

Der Aufstand der Ichwān, der Kampfverbände der Wahhabiten auf der arabischen Halbinsel, dauerte von 1927 bis 1930. Er begann 1927, als sich die Stämme der Mutair und Adschman gegen den saudischen König Ibn Saud erhoben und Raubzüge in Richtung Transjordanien, Irak und Kuwait unternahmen. Dabei kam es zu Massakern an der Zivilbevölkerung, der Zerstörung von Heiligengräbern und zu Plünderungen.
Zu Beginn des 20. Jahrhunderts war die arabische Halbinsel Schauplatz zahlreicher Stammeskriege, die mit der Einigung unter der Dynastie der Saud abgeschlossen wurden. Hauptsächlich daran beteiligt waren die Ichwān, eine wahhabitisch-beduinische Armee unter Führung von Sultan bin Badschad al-Otaibi und Faisal al-Dawisch. Nach dem Zusammenbruch des Osmanischen Reiches nach dem Ersten Weltkrieg hatten die Ichwān, ausgehend vom saudischen Kernland Nadschd, die Eroberung des Gebiets des heutigen Saudi-Arabien bis 1925 vollzogen. In den Jahren 1918 und 1919 schlugen die Ichwān erfolgreiche Schlachten um die Oasen Churma und Turaba. 1924 eroberten sie Taif, wo sie mehrere hundert Einwohner massakrierten. Darauf ergab sich Mekka freiwillig den Ichwān, die daraufhin die Heiligengräber von Mekka und Medina (Baqīʿ-Friedhof) zerstörten. Die Ichwān widersetzen sich in ihrem Glaubenseifer auch der Einführung aller technischen Neuerungen wie etwa Automobilen und Telegraphen, die sie als „unerlaubte Neuerungen“ (Bidʿa) strikt ablehnten.
Ibn Saud, der den fanatischen Glaubenseifer der Ichwān nicht mehr zügeln konnte, schlug sie im Jahre 1929 in der Schlacht von Sibilla.